# مقاطعة ميسا (كولورادو)
مقاطعة ميسا (بالإنجليزية: Mesa County)‏ هي إحدى مقاطعات ولاية كولورادو في الولايات المتحدة الأمريكية.